# Jean-Baptiste Foucher
Pour les articles homonymes, voir Foucher.
Jean-Baptiste Foucher né à Rouen le 12 avril 1832 et mort dans la même ville le 27 avril 1907 est un sculpteur, ornemaniste et restaurateur d'art français.
Il a travaillé sur plusieurs projets de restauration importants. Œuvrant dans la tradition gothique, il était un expert des cathédrales normandes, des châteaux et des bâtiments municipaux.
En plus de ses projets de restauration, Foucher a exécuté de nombreuses sculptures lors de la construction de nouveaux bâtiments rue Jeanne-d'Arc, rue Thiers et rue de Crosne à Rouen. Son aide est souvent sollicitée par les architectes parisiens, dont Henri Parent.

## Biographie
Fils d'un marchand de pierres, Jean-Baptiste Foucher se forme à l'Académie de peinture et de dessin de Rouen en 1849.
Il travaille à la restauration de la cathédrale Notre-Dame de Rouen, de l'église Saint-Maclou, du Palais de justice et de l'hôtel de Bourgtheroulde. Auguste et Eugène Dutuit lui confient la réalisation des sculptures du presbytère et de la sacristie de Saint-Maclou édifiés sur les plans de Lucien Lefort.
Il sculpte les cariatides du 66, rue Jeanne-d'Arc.
En 1890, il s'élève contre le plâtrage des anciennes façades à pan de bois des maisons de Rouen.
En 1891, il expose à la 32e Exposition municipale des beaux-arts, au musée des Beaux-Arts de Rouen,.
Il est l'auteur des figures de proue du Canrobert (1896) et du Quevilly (1897).
Il demeure au 67, quai de la Grande-Chaussée à Rouen.
Il repose au cimetière monumental de Rouen.
Ses fils Auguste Alphonse (1860-1942) et Léon (1870-1940) sont également sculpteurs[réf. nécessaire].

## Projets décoratifs et restaurations
- Hôtel Becker, Biarritz.
- Tombeau d'Edme Dumée, cimetière monumental de Rouen (1861)[10].
- Immeuble du 66, rue Jeanne-d'Arc, Rouen (1866).
- Palais de justice, Rouen (salle des Pas-Perdus, sculptures grotesques) (1877)[11].
- Hôtel Menier, 8, rue Alfred-de-Vigny, Paris (1880).
- Église Saint-Martin d'Ermenonville.
- Maison d'Eugène Dutuit, Rouen (1887)[12].
- Château de Bertheauville, Paluel (1887-1890)[13].
- Exposition universelle de Paris de 1889 (cheminée monumentale).
- Travées nord de la cathédrale Notre-Dame de Rouen (1889)[14].
- Fontaine de Lisieux, Rouen (détruite) (projet de restitution en plâtre, 1891)[15].
- Dais du portail de l'église Saint-Vivien, Rouen (1891).
- Hôtel de Bourgtheroulde, Rouen (restauration de la façade) (1893)[16].
- Façade de la cathédrale Notre-Dame de Rouen (1895)[17].
- Maison vicariale de Saint-Maclou, rue Eugène-Dutuit, Rouen (1900)[18].
- Façade de la cathédrale Notre-Dame de Rouen (1900)[19].
- Église Saint-Maclou, Rouen (gable central).
- Abbaye Saint-Ouen, Rouen.
- Théâtre-Francais, Rouen (cartouche de Pierre Corneille) (détruit en 1944).
- Château de Clères (Seine-Maritime).
- Château de Schude (Belgique).
- Château des Croisettes (Belgique).
- Villa de Wecker, Biarritz.
- Château de Suzanne (Somme).
- Château de Bournel (Doubs).
- Château de Robert le Diable, Moulineaux.
- Fontaine de la Pucelle, Rouen (détruite en 1944).
- Fontaine Saint-Maclou, Rouen.
- Maison no 3 rue Dufay, Rouen.
- Manoir d'Auffay (Seine-Maritime)[20].

## Publications
- Mémoires d'un ancien appareilleur.
- L'Architecte du Palais du Parlement à Rouen : Étude artistique, historique et archéologique sur le monument et son auteur, Rouen, Lecerf, 1903, 7 p. (OCLC 27373183).
- Quel est le constructeur du Palais de Justice ?, Rouen, Lecerf, 1903, 9 p. (OCLC 27373198).
- L'Architecture et la Construction dans l'Ouest :
  - « Souvenirs d'un tailleur de pierre », 
    - 1899, volume 10, p. 115-117.
    - 1900, volume 2, p. 17-18.
    - 1900, volume 5, p. 59-61.
    - 1900, volume 6, p. 65-67.
    - 1900, volume 7, p. 81-85.
    - 1900, volume 8, p. 89-91.
    - 1900, volume 9, p. 107-109.
    - 1900, volume 10, p. 118-120.
    - 1901, volume 1, p. 8-11.

  - « Mémoire sur l'architecte du Palais de Justice », 1902 - volume 12, p. 152.
  - « La décoration de la porte de l'Hôtel des Douanes », 1904 - volume 11, p. 135-136.
  - « Le monument des frères Bérat », 1904, volume 12, p. 149.
  - « La cathédrale de Rouen Étude sur sa construction, ses transformations successives »,
    - 1906, volume 9, p. 101-102.
    - 1906, volume 8, p. 95-96.
    - 1906, volume 10, p. 115-116.
    - 1906, volume 11, p. 132-134.
    - 1906, volume 11, p. 139-141.

  - « Nécrologie : portraits de Jean-Baptiste Foucher et de Félix Bonet », 1907, volume 6, p. 71.
  - « La Cathédrale de Rouen. Étude sur sa construction, ses transformations successives », 1907, volume 1, p. 112-115.

Œuvres de Jean-Baptiste Foucher
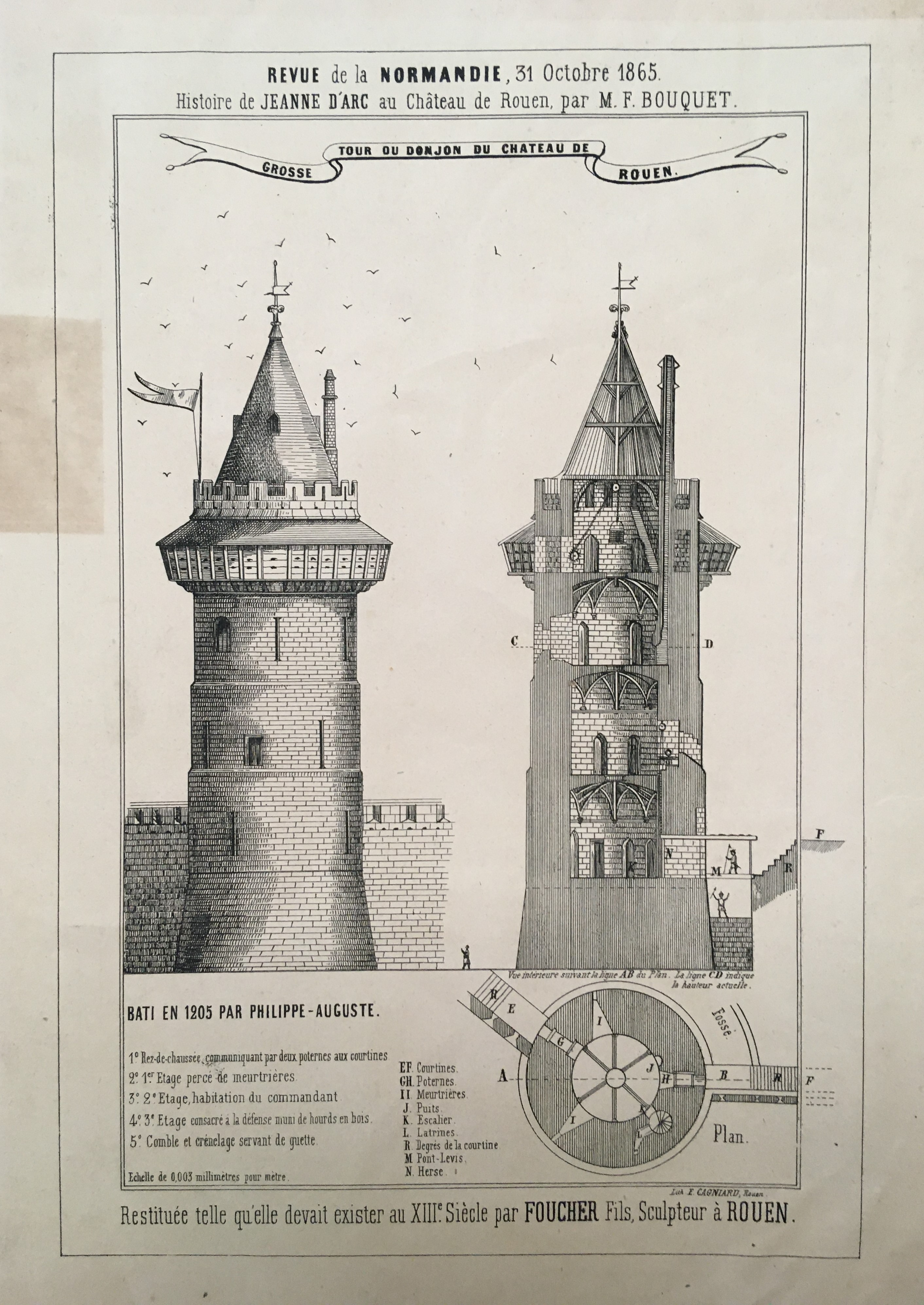
Restitution du donjon du château de Rouen (1865).
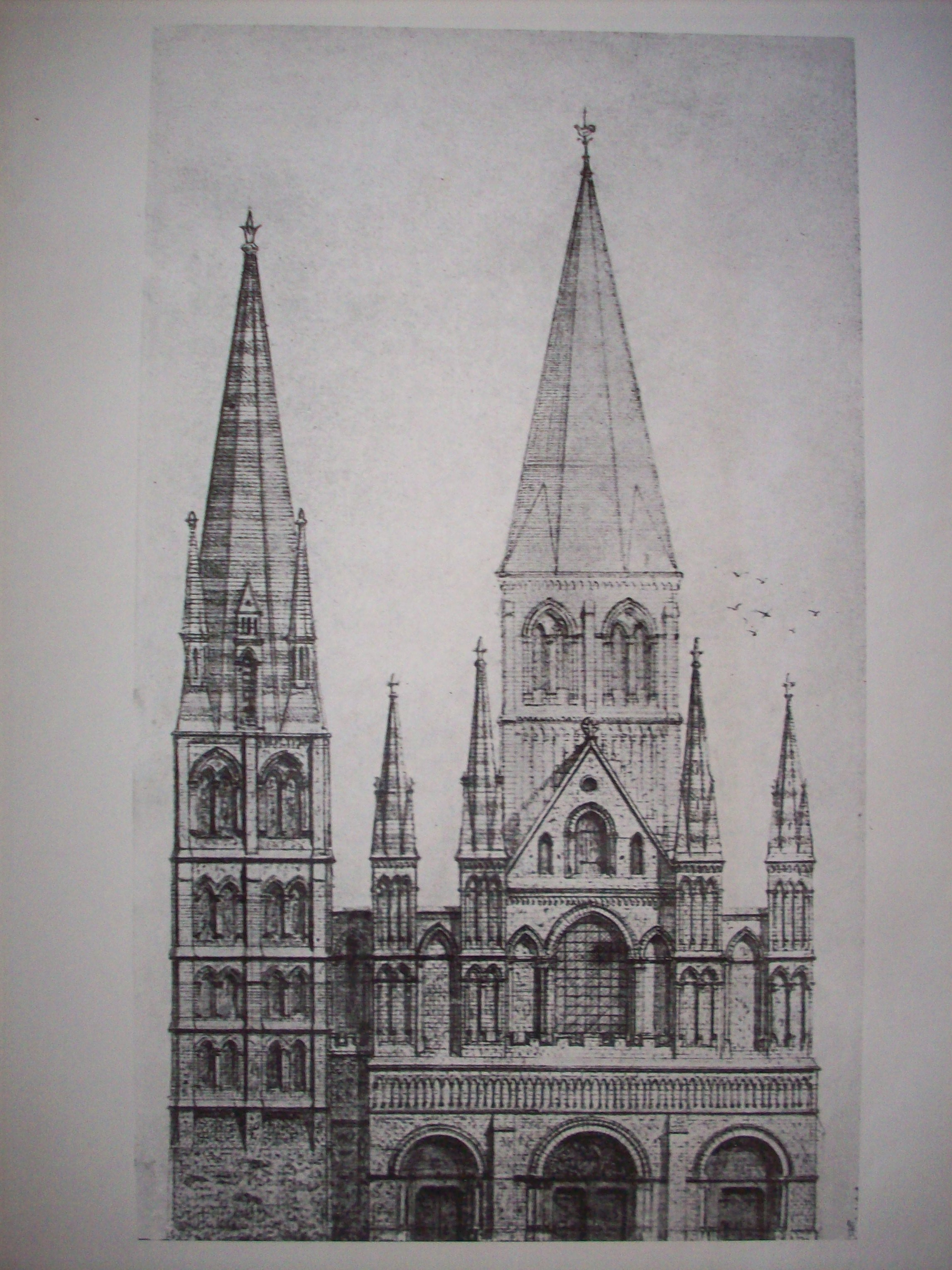
Façade restituée de la cathédrale Notre-Dame de Rouen au XIIe siècle (1906)[21].
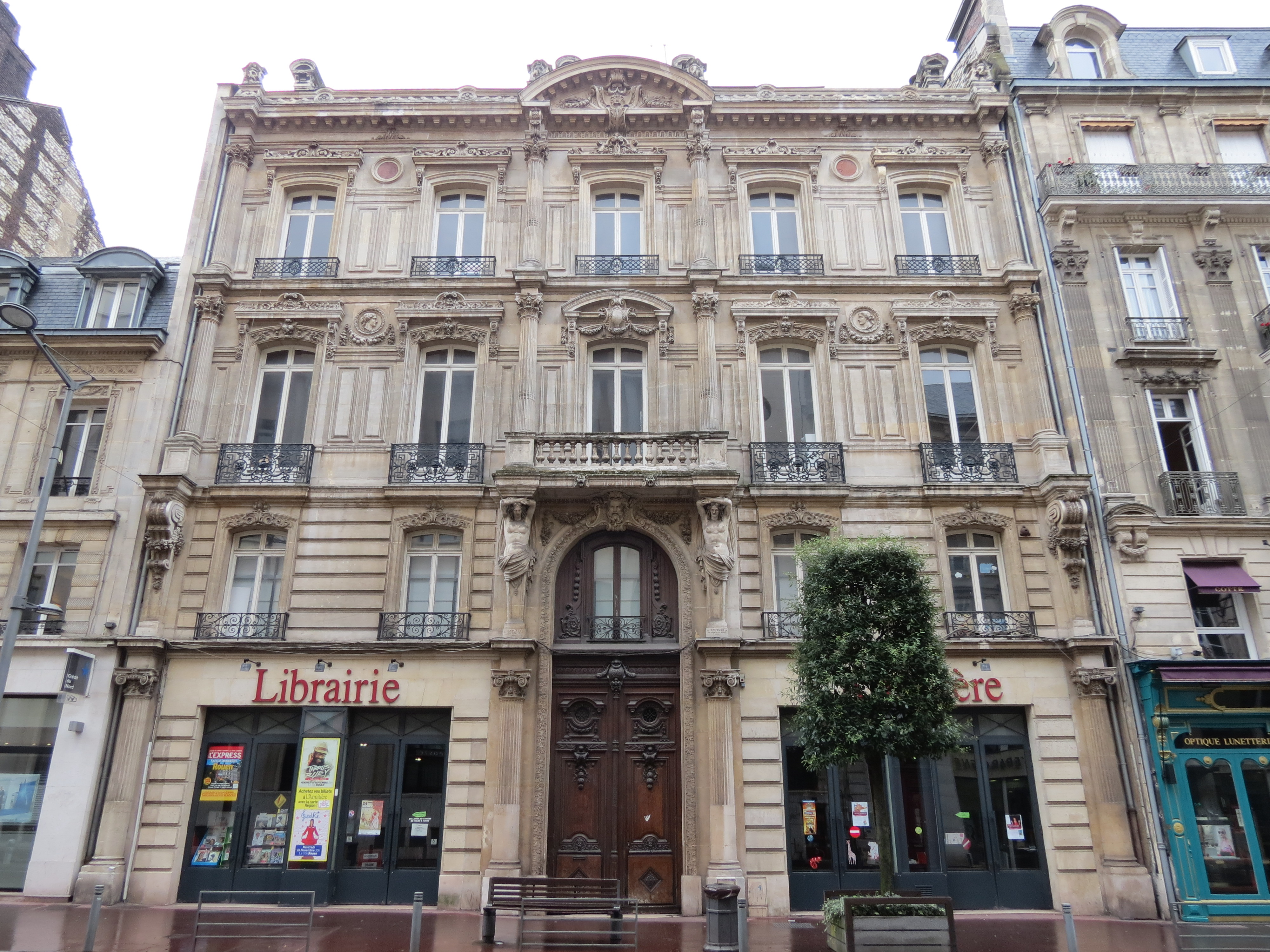
Façade du 66, de la rue Jeanne-d'Arc à Rouen.
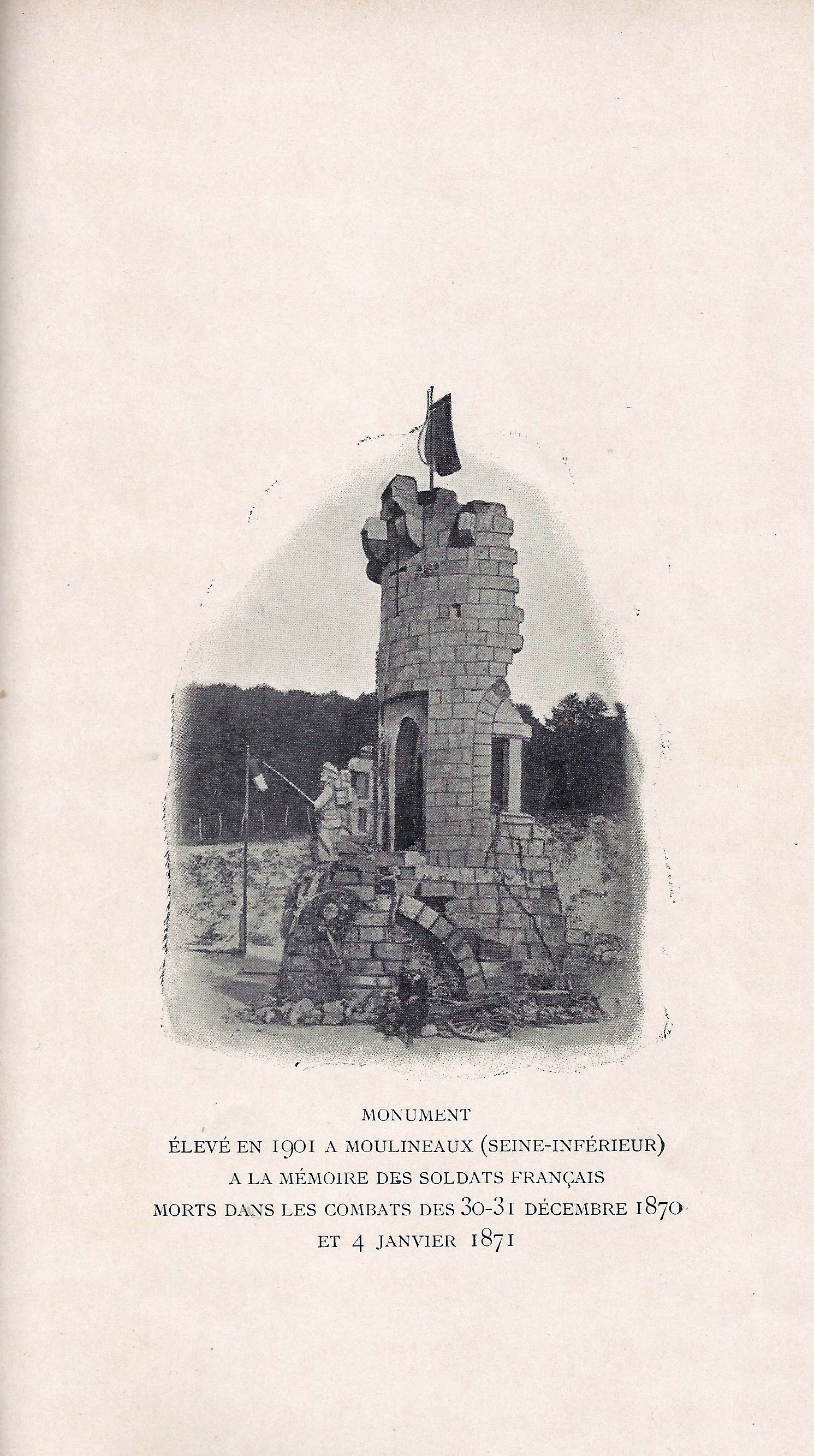
Monument aux morts de Moulineaux (1901).

Publicités et facture de Jean-Baptiste Foucher
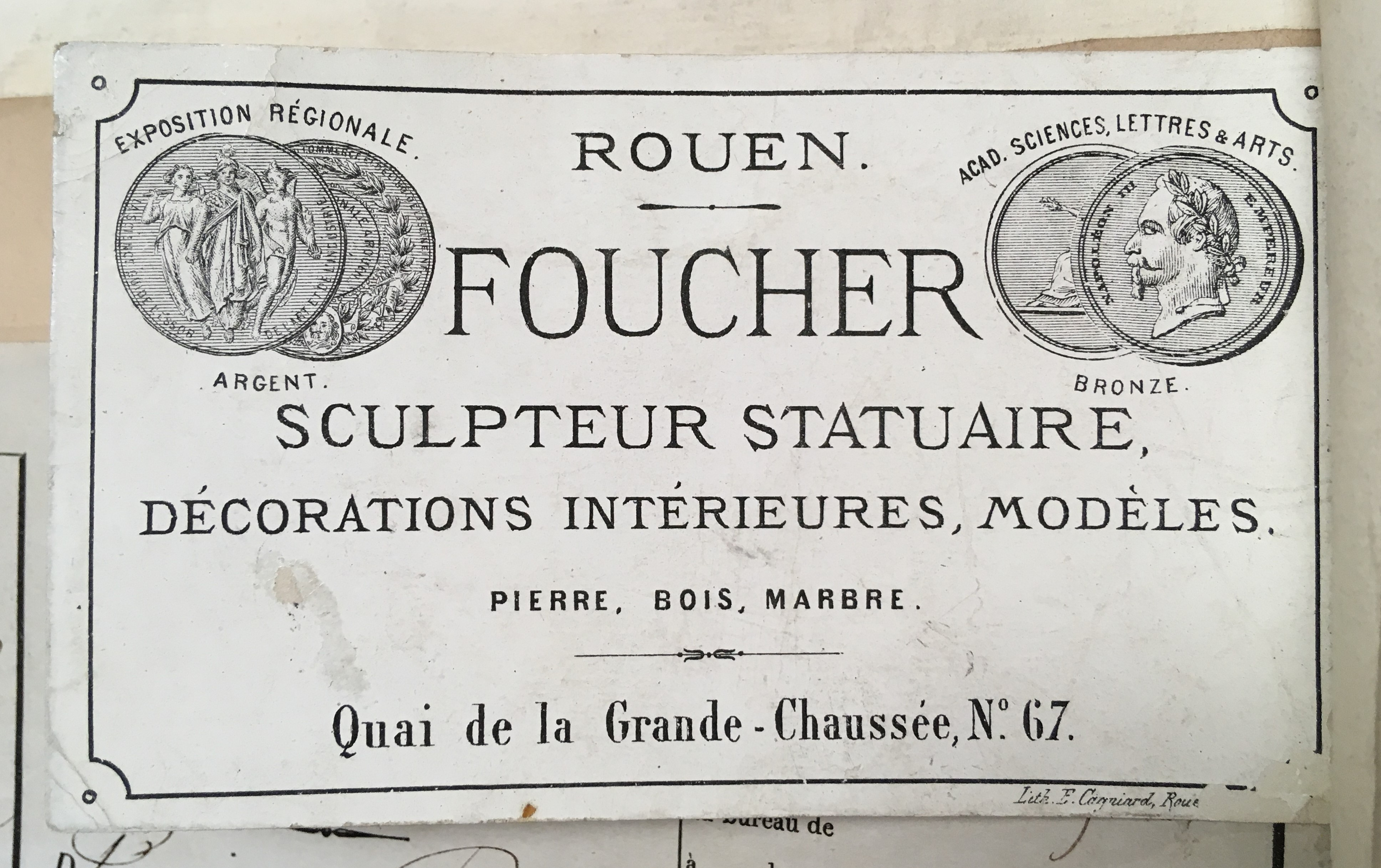
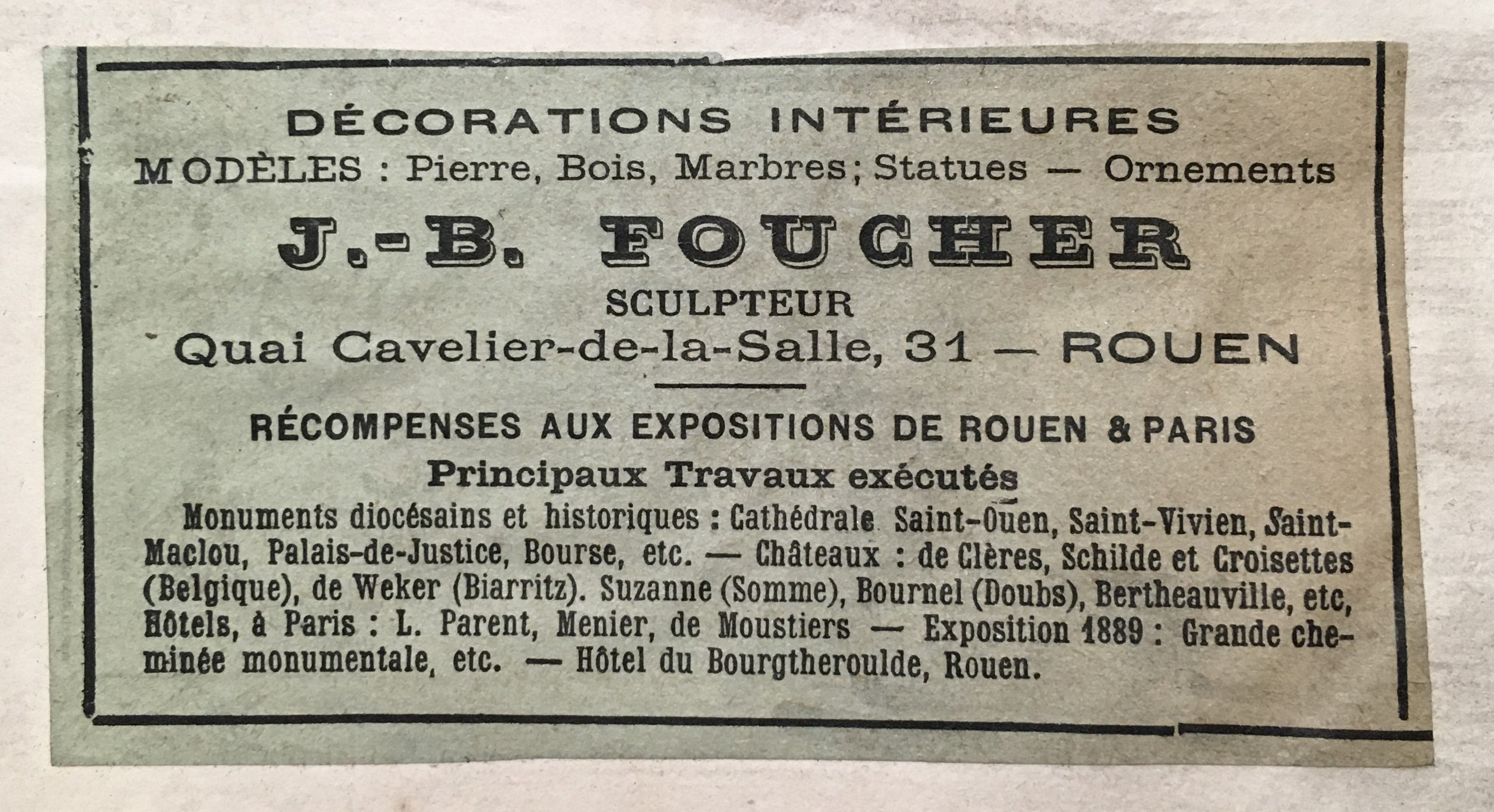
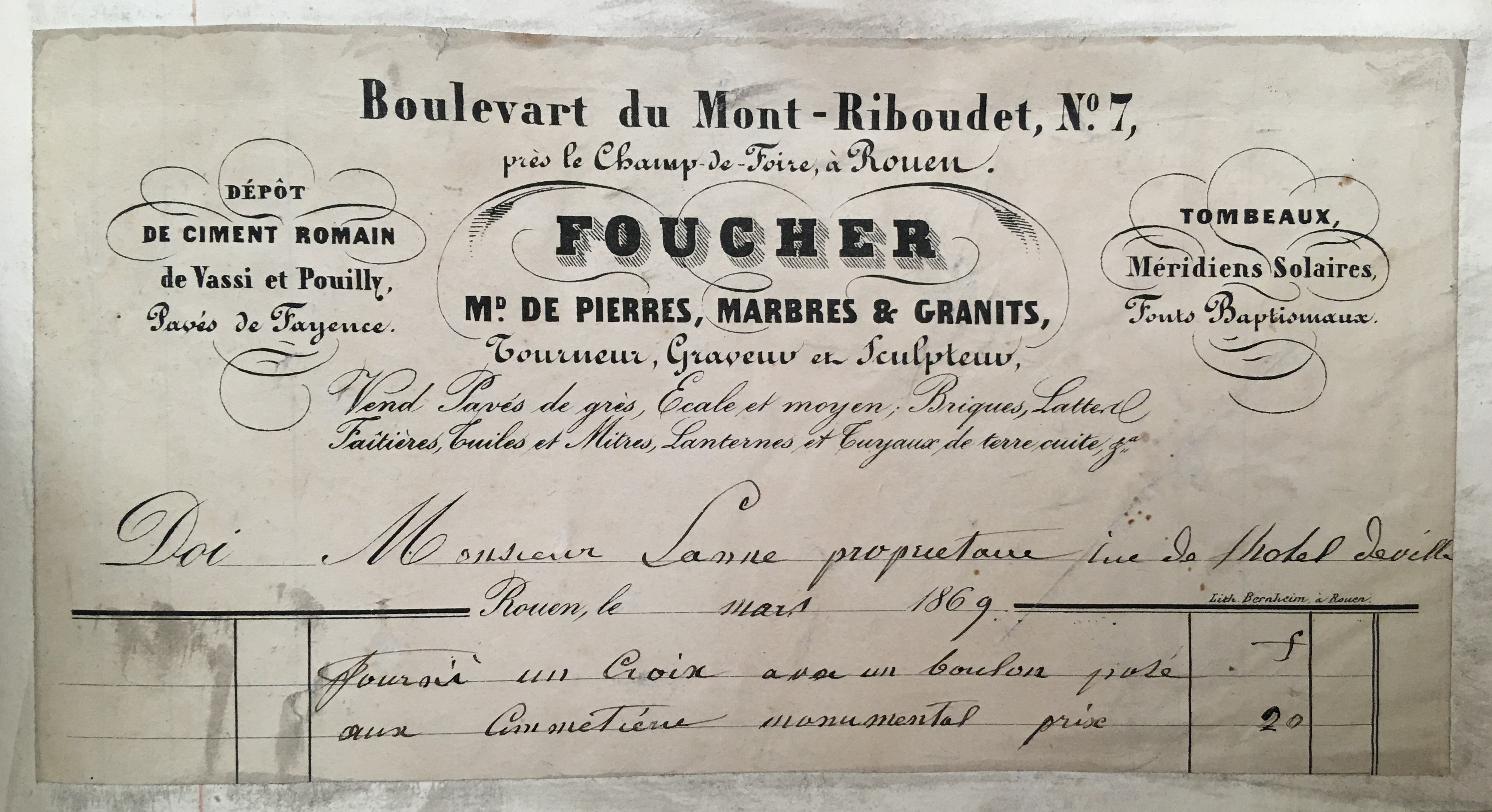

## Distinctions
- Officier d'académie